# 水牛城野牛 (國家聯盟)
水牛城野牛（英語：Buffalo Bisons）是一支19世紀的美國職棒球隊。球隊成立於1879年，並在1885年離開國家聯盟。野牛隊是目前美國唯一一支尚未解散，但已不屬於大聯盟的前大聯盟球隊。

## 歷年戰績
| 年分   | 總教練                  | 比賽場次 | 勝 | 敗 | 和 | 勝率 | 聯盟排名 | 勝差 |
| 1879年 | 約翰·克拉普             | 79       | 46 | 32 | 1  | .590 | 第三     | 10.0 |
| 1880年 | 山姆·克蘭恩             | 85       | 24 | 58 | 3  | .293 | 第七     | 42.0 |
| 1881年 | 吉姆·歐魯克             | 83       | 45 | 38 | 0  | .542 | 第三     | 10.5 |
| 1882年 | 吉姆·歐魯克             | 84       | 45 | 39 | 0  | .536 | 第三     | 10.0 |
| 1883年 | 吉姆·歐魯克             | 98       | 52 | 45 | 1  | .536 | 第五     | 10.5 |
| 1884年 | 吉姆·歐魯克             | 115      | 64 | 47 | 4  | .577 | 第三     | 19.5 |
| 1885年 | 普德·蓋爾文 傑克·查普曼 | 113      | 38 | 74 | 1  | .339 | 第七     | 49.0 |

## 著名球員
- 丹·布魯瑟茲
- 比爾·克羅利（英语：Bill Crowley (baseball)）
- 達維·佛爾斯（英语：Davy Force）
- 普德·蓋爾文
- 查爾斯·拉德布恩
- 吉姆·歐魯克
- 哈迪·理查森（英语：Hardy Richardson）
- 傑克·羅爾（英语：Jack Rowe）
- 迪肯·懷特

## 球隊年表
- 1877年：野牛隊的前身在聯合聯盟（League Alliance）中拿下79勝28敗3和，[1]並在隔年加入國家聯盟。 （页面存档备份，存于）
- 1880年：名人堂投手查爾斯·拉德布恩以二壘手身分登上大聯盟。
- 1880年：普德·蓋爾文在8月20日投出隊史第一場無安打比賽。
- 1881年：二壘手達維·佛爾斯（英语：Davy Force）在單一場比賽中20次守備機會僅發生一次失誤，另外製造12次刺殺、7次助殺、2次雙殺以及1次三殺守備。
- 1882年：柯瑞·佛里（英语：Curry Foley）在5月25日成為大聯盟第一位達成完全打擊的選手。
- 1883年：丹·布魯瑟茲連兩年拿下聯盟打擊王。
- 1884年：丹·布魯瑟茲連四場比賽擊出三壘安打；普德·蓋爾文再一次投出無安打比賽。
- 1885年：丹·布魯瑟茲以3成59的打擊率在打擊王排行榜上拿下第二名。

## 美國國家棒球名人堂成員
| 球員/總教練     | 入選年分 | 效力野牛隊時期 |
| 查爾斯·拉德布恩 | 1939年   | 1880年         |
| 吉姆·歐魯克     | 1945年   | 1881年–1884年  |
| 丹·布魯瑟茲     | 1945年   | 1881年–1885年  |
| 普德·蓋爾文     | 1965年   | 1879年–1885年  |
| 迪肯·懷特       | 2013年   | 1881年–1885年  |

## 外部連結
- Baseball Almanac （页面存档备份，存于）
- 球隊簡介頁面 （页面存档备份，存于） at Baseball Reference
- 水牛城野牛隊的歷史 （页面存档备份，存于）